# Цудзимото, Кадзумаса
Кадзумаса Цудзимото (яп. 辻本 和正; род. 6 января 1975, Нара) — японский боксёр, представитель легчайшей и наилегчайшей весовых категорий. Выступал за национальную сборную Японии по боксу в 1993—2002 годах, чемпион Восточноазиатских игр, победитель и призёр турниров международного значения, участник двух летних Олимпийских игр.

## Биография
Кадзумаса Цудзимото родился 6 января 1975 года в префектуре Нара, Япония.
Начал заниматься боксом во время учёбы в средней школе, тренировался под руководством Хироаки Таками, участника Олимпийских игр 1984 года в Лос-Анджелесе. Имел определённые успехи в старшей школе, затем продолжил подготовку в Нихонском университете. Проводил спарринги с такими известными профессиональными боксёрами как Масамори Токуяма, Дзёитиро Тацуёси, Хироси Кавасима.
Впервые заявил о себе в боксе на международной арене в сезоне 1992 года, выступив на юниорском мировом первенстве в Монреале, где в 1/8 финала первой наилегчайшей весовой категории был побеждён итальянцем Кармине Моларо.
В 1993 году вошёл в состав взрослой японской национальной сборной и выступил на Кубке мэра в Маниле — здесь уже на предварительном этапе уступил филиппинцу Роэлю Веласко.
В 1994 году дошёл до четвертьфинала на домашних Азиатских играх в Хиросиме.
В 1995 году поднялся в легчайший вес, участвовал в чемпионате Азии в Ташкенте — был побеждён на предварительном этапе представителем Таджикистана Хуршедом Гасановым.
Благодаря череде удачных выступлений удостоился права защищать честь страны на летних Олимпийских играх 1996 года в Атланте, однако уже в стартовом поединке категории до 51 кг со счётом 5:10 потерпел поражение от армянина Лерника Папяна и сразу же выбыл из борьбы за медали.
После атлантской Олимпиады Цудзимото остался в составе боксёрской команды Японии на ещё один олимпийский цикл и продолжил принимать участие в крупнейших международных турнирах. Так, в 1997 году в легчайшем весе он выиграл бронзовую медаль на Кубке короля в Бангкоке, стал серебряным призёром на Кубке президента в Богоре, выступил на чемпионате мира в Будапеште.
В 1998 году боксировал на Азиатских играх в Бангкоке, уступив в 1/8 финала представителю КНДР Ли Гван Сику.
В 2000 году выиграл серебряную медаль на Кубке Сеула в Южной Корее, участвовал в Олимпийских играх в Сиднее — на сей раз в категории до 54 кг благополучно прошёл первого соперника по турнирной сетке, тогда как во втором бою в 1/8 финала досрочно в третьем раунде потерпел поражение от кубинца Гильермо Ригондо.
В 2001 году одержал победу на домашних Восточноазиатских играх в Осаке, выступил на мировом первенстве в Белфасте, где в 1/16 финала вновь был побеждён кубинцем Ригондо.
На Азиатских играх 2002 года в Пусане остановился уже на предварительном этапе легчайшего веса, уступив южнокорейскому боксёру Ким Вон Илю.
Завершив спортивную карьеру в 2003 году, впоследствии занялся тренерской деятельностью.